# Орлов, Пётр Семёнович
Пётр Семёнович Орлов (1889—1968) — каменщик, инструктор треста Мосжилстрой, лауреат Сталинской премии (1950).

## Биография
Родился в 1889 году. Из крестьян Владимирской губернии. В 1899 г. пришёл с отцом в Москву, работал в столовой мойщиком посуды, с 15 лет — на стройке.
В 1914 году мобилизован в армию, вскоре попал в плен и вернулся только в 1920 году.
С 1923 г. бригадир каменщиков в Москве. Разработал метод скоростной кладки, за час укладывал тысячу кирпичей. Охотно брал к себе молодёжь, для улучшения управляемости и повышения эффективности работы своей бригады разделил её на звенья, число которых доходило до 20.
3 апреля 1936 года Постановлением ЦИК СССР награждён орденом Ленина. В 1938 г. избран депутатом Верховного Совета РСФСР.
Лауреат Сталинской премии 1950 года — за разработку и внедрение высокопроизводительных методов кирпичнокладочных работ.
Умер в 1968 году. Похоронен на Ваганьковском кладбище.